# Arhitektura u 1829.
◄◄ | ◄ | 1826. | 1827. | 1828. | 1829.  | 1830. | 1831. | 1832. | ► | ►►
Arhitektura • Astronomija • Biologija • Glazba • Kazalište • Kemija • Kiparstvo • Knjige • Književnost • Kršćanstvo • Meteorologija • Medicina • Politika • Pravo • Promet • Slikarstvo • Šport • Znanost • Željeznički promet
Arhitektura u 1829.

## Hrvatska i u Hrvata

### Zgrade i druge građevine
- 16. rujna – otvoren Perivoj kraljice Jelene Madijevke u Zadru

## Vanjske poveznice
|  | Zajednički poslužitelj ima još gradiva o temi Arhitektura u 1820-im |